# Mooringsport
Mooringsport ist eine Town im Caddo Parish im US-amerikanischen Bundesstaat Louisiana. Das U.S. Census Bureau hat bei der Volkszählung 2020 eine Einwohnerzahl von 748 ermittelt.
Mooringsport ist Teil der sozioökonomischen Region Ark-La-Tex, die Teile der vier Bundesstaaten Arkansas, Louisiana, Oklahoma und Texas umfasst.

## Geographie
Mooringsport liegt im Nordwesten des Bundesstaates Louisiana, etwa sieben Kilometer von der westlichen Grenze zu Texas sowie 37 Kilometer von der nördlichen Grenze zu Arkansas entfernt. Im Norden grenzt die Stadt an den Caddo Lake, einen etwa 103 Quadratkilometer großen See der Bundesstaaten Louisiana und Texas. Wenige Kilometer östlich befindet sich ein Wildtier-Reservat.
Nahe gelegene Städte sind unter anderem Oil City (5 km nördlich), Vivian (17 km nördlich), Shreveport (19 m südöstlich), Marshall (35 km südwestlich) und Jefferson (38 km westlich).

## Geschichte
Mooringsport ist die erste Gemeinde im nördlichen Caddo Parish mit einer ständigen Besiedlung. 1837 zog Timothy Mooring vom Henderson County in Tennessee mit seiner Frau und seinen neun Kindern hierher. Er baute eine Fähre durch den fast 20 Kilometer langen Sumpf, um Baumwolltransporte von Shreveport in das Gebiet des heutigen Mooringsport zu ermöglichen. Zum Schutz der Baumwolle errichtete er nahe der Fähre einen Schuppen. Die Fähre wurde als Mooring's Port bekannt.

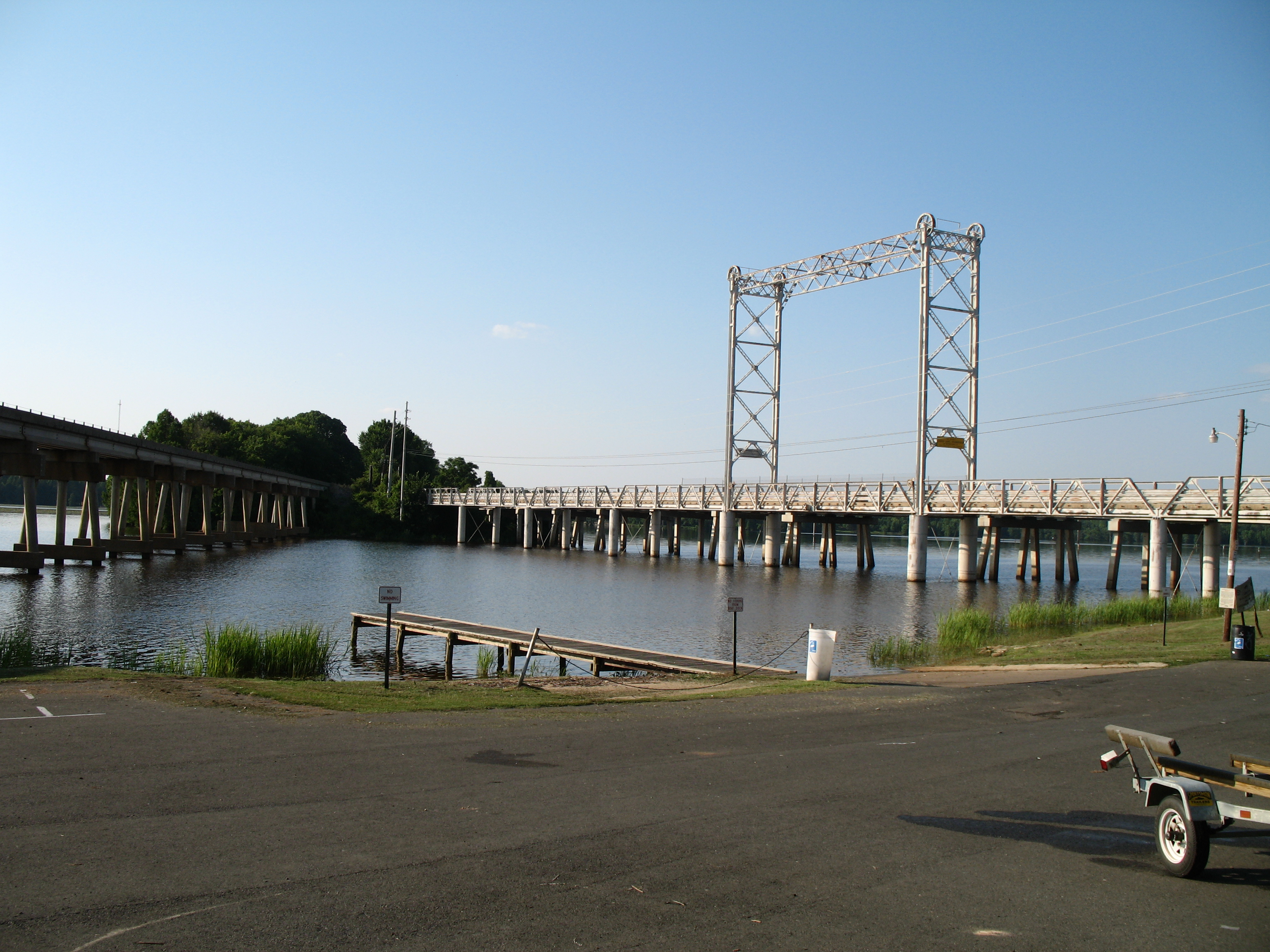
Die beiden Brücken über den Caddo Lake

In den 1840er und 1850er Jahren wurde die Mooringsport Road nach Shreveport gebaut, um weiteren Siedlern einen besseren Weg zum größeren Absatzmarkt ihrer Produkte zu ermöglichen. 1854 wurde ein Postweg nach Mooringsport eingerichtet, 1870 folgte ein offizielles Postamt. In den 1870er und 1880er Jahren diente die Stadt als Hafen für den Baumwolltransport nach Texas. Für den Eisenbahnverkehr wurde 1897 eine Bockbrücke errichtet. Durch die wachsende Bedeutung des Schienenverkehrs nahm der Transport auf Dampfschiffen über den Caddo Lake immer weiter ab.
1914 wurde eine vertikale Hebebrücke über den Caddo Lake gebaut, die die Nutzung der Dampfschiffe endgültig beendete. Später wurde eine neue Brücke errichtet, sodass die alte Brücke nicht weiter benutzt wurde.
1897 und 1941 traf jeweils ein schwerer Tornado das Gebiet im Mooringsport und zerstörte beide Male die Gewerbegebiete und Geschäftszentren der Stadt. Auch die Jahre 1920 sowie 1928 hatten negative Einflüsse auf die Wirtschaft der Stadt. Von der Weltwirtschaftskrise Anfang der 1930er Jahre erholte sie sich bis heute nicht komplett.
In den 1950er Jahren wurden mehrere Schulen des nördlichen Caddo Parish vereint, sodass sich die kleineren Ortschaften eine Highschool teilten. Die 1911 gegründete Mooringsport School schloss in den 1970er Jahren und wurde später restauriert wiedereröffnet. In den 1970er Jahren erhielt die Stadt ein Gefängnis, eine neue Polizeistation sowie eine Feuerwehr. Eine lokale Firma versorgt Teile des Ark-La-Tex mit Strom.
Zum 150-jährigen Stadtjubiläum wurde 1987 das Mooringsport Mini-Museum eröffnet. Es zeigt zahlreiche Gegenstände aus der Geschichte der Stadt und der Region.

## Verkehr
Vom Norden in den Südosten der Stadt verläuft der Louisiana Highway 538, die nördlich und südlich der Stadt jeweils in den Louisiana Highway 1 mündet. Innerhalb des Stadtgebiets befindet sich der Louisiana Highway 767, der jedoch nach kurzem Trassenlauf in den Louisiana Highway 169 übergeht, der wiederum etwa 60 Kilometer weiter südlich in einer Kreuzung aufgeht.
Etwa zehn Kilometer östlich der Stadt verläuft in nord-südlicher Richtung der U.S. Highway 71 sowie auf teilweise gemeinsamer Trasse der Interstate 49, der im Norden unter anderem in die Texarkana-Städte und im Süden nach Shreveport und Alexandria führt.

## Demographie
Die Volkszählung 2000 ergab eine Einwohnerzahl von 833 Menschen, verteilt auf 334 Haushalte und 228 Familien. Die Bevölkerungsdichte betrug etwa 277 Menschen pro Quadratkilometer. 80,2 % der Bevölkerung waren Weiße, 17,8 % Schwarze, 0,7 % Hispanics oder Lateinamerikaner und 0,4 % Indianer. 0,4 % entstammten einer anderen Ethnizität, 1,3 % hatten zwei oder mehr Ethnizitäten. Das Durchschnittsalter lag bei 35 Jahren, das Pro-Kopf-Einkommen betrug mehr als 14.500 US-Dollar, womit etwas mehr als 10 % der Bevölkerung unterhalb der Armutsgrenze lebten.
Bs zur Volkszählung 2010 ist die Einwohnerzahl leicht auf 793 zurückgegangen.

## Persönlichkeiten
- Leadbelly (1889–1949) war ein in Mooringsport geborener Bluessänger.